# 新建筑五点
新建筑五点是法国现代主义建筑师勒·柯布西耶提出的建筑宣言。它概述了他认为是现代建筑学基础的五个关键设计原则，并通过他的许多设计得以表达。
新建筑五点首次发表在艺术杂志《新精神》上。1923年，新建筑五点被勒·柯布西耶的文集《走向新建筑》所描述。

## 新建筑五点内容
勒·柯布西耶的"新建筑五点"于20世纪20年代提出，是一种建筑概念与思想，有五个核心组成部分：
底层架空–一个由高强度的钢筋混凝土组成的框架，而不是墙体，承担着建筑物的结构重量。这是是美学灵活性的基础，允许底层自由流通，还能够防止建筑表面潮湿，使花园延伸到住宅下方。
自由平面——通常被认为是“五点”的主要聚焦点。钢筋混凝土结构决定了建筑框架，由于没有承重隔墙，生活空间的设计和使用具有更大的灵活性；这所房子内部使用不受限制。
自由立面——建筑的外立面不受传统的承重墙结构限制，更轻快、更灵活、更开放。
横向长窗——横向窗户沿着立面的长度延伸，为房间提供足够的照明，为室内空间提供更好的光线和环境视野。同时增加了建筑的空间感和隔离感。
屋顶花园——带花园的平屋顶既能满足赏景的需要，屋顶种植还能为混凝土屋顶提供天然隔热层，创造人的活动空间。

## 批评
新建筑五点在建筑设计的实际应用中显得并不实用。萨伏伊别墅建成后，勒·柯布西耶开始偏离其宣言中阐述的原则，转而选择与自然更和谐的建筑。这种思想上的背离很大程度上是建立在一种倾向于更本土的建筑和自然资源的利用，在所有实践中提倡自然的重要性，并认为所有形式都应源自自然。显然，这是对五点更纯粹主义的设计的一种转变，勒·柯布西耶试图用更大的灵活性来调和他的五种分类，在机械秩序和自然混沌之间创造一种融合。
新建筑五点的某些原则被证明没有全面考虑日常生活。萨伏伊别墅的身体状况恶化主要是由于勒·柯布西耶不注意客户的需求，将审美方向放在国内消费之上。此外，在温暖的季节，膨胀的玻璃窗会导致过热，在寒冷的气候下会导致大量热量损失。由于玻璃窗包围了整个建筑，因此这种恶劣影响无法得到缓解。由于大量漏水，以及恶劣天气的影响，这座别墅需要经常维修，才能变得适合居住。然而，新建筑五点仍然证明了建筑师的远见卓识。

## 影响
勒·柯布西耶的“新建筑五点”已经成为许多建筑基础设施设计的指导方针。新建筑五点中的许多元素在当代设计中都有体现，体现了他最初表示的"持久遗产"的特点。这种合理化的核心思想仍然是许多当代建筑师的灵感和基础，他们的项目很多都参考了勒·柯布西耶的思想框架。
相应的建筑影响可以在著名建筑师的作品中找到，如密斯·凡·德罗的法恩斯沃斯大厦；以及菲利普·约翰逊著名的玻璃屋。这些作品深刻地改造了现代主义住宅建筑，体现了勒·柯布西耶对现代建筑设计的持久影响。